# Dolleren
Dolleren [dɔləʁən]  est une commune française située dans l'aire d'attraction de Mulhouse et faisant partie de la collectivité européenne d'Alsace (circonscription administrative du Haut-Rhin), en région Grand Est.
Cette commune se trouve dans la région historique et culturelle d'Alsace.
Ses habitants sont appelés les Dollerois et les Dolleroises.

## Géographie

### Localisation
C'est une des 188 communes du parc naturel régional des Ballons des Vosges.
Les villes les plus proches de Dolleren sont Masevaux (8 km), Thann (23 km) et Cernay (30 km). Les grandes villes les plus proches de la commune sont Belfort (30 km) et Mulhouse (37 km).
|                     | Rimbach-près-Masevaux | Oberbruck |
| Sewen               | Dolleren              | Wegscheid |
| Source de la Doller |                       |           |

### Hydrographie

#### Réseau hydrographique
La commune est traversée par la ligne de partage des eaux entre les bassins versants du Rhin et de la Saône au sein respectivement du bassin Rhin-Meuse et du bassin Rhône-Méditerranée-Corse. Elle est drainée par la Doller, le ruisseau Seebach, le ruisseau de Graber et le ruisseau de Mittelberg,,.
La Doller, d'une longueur de 46 km, prend sa source dans la commune  et se jette  dans l'Ill à Mulhouse, après avoir traversé 17 communes. Les caractéristiques hydrologiques de la Doller sont données par la station hydrologique située sur la commune de Sewen. Le débit moyen mensuel est de 0,426 m3/s. Le débit moyen journalier maximum est de 14,3 m3/s, atteint lors de la crue du 9 avril 1983. Le débit instantané maximal est quant à lui de 20,5 m3/s, atteint le même jour.

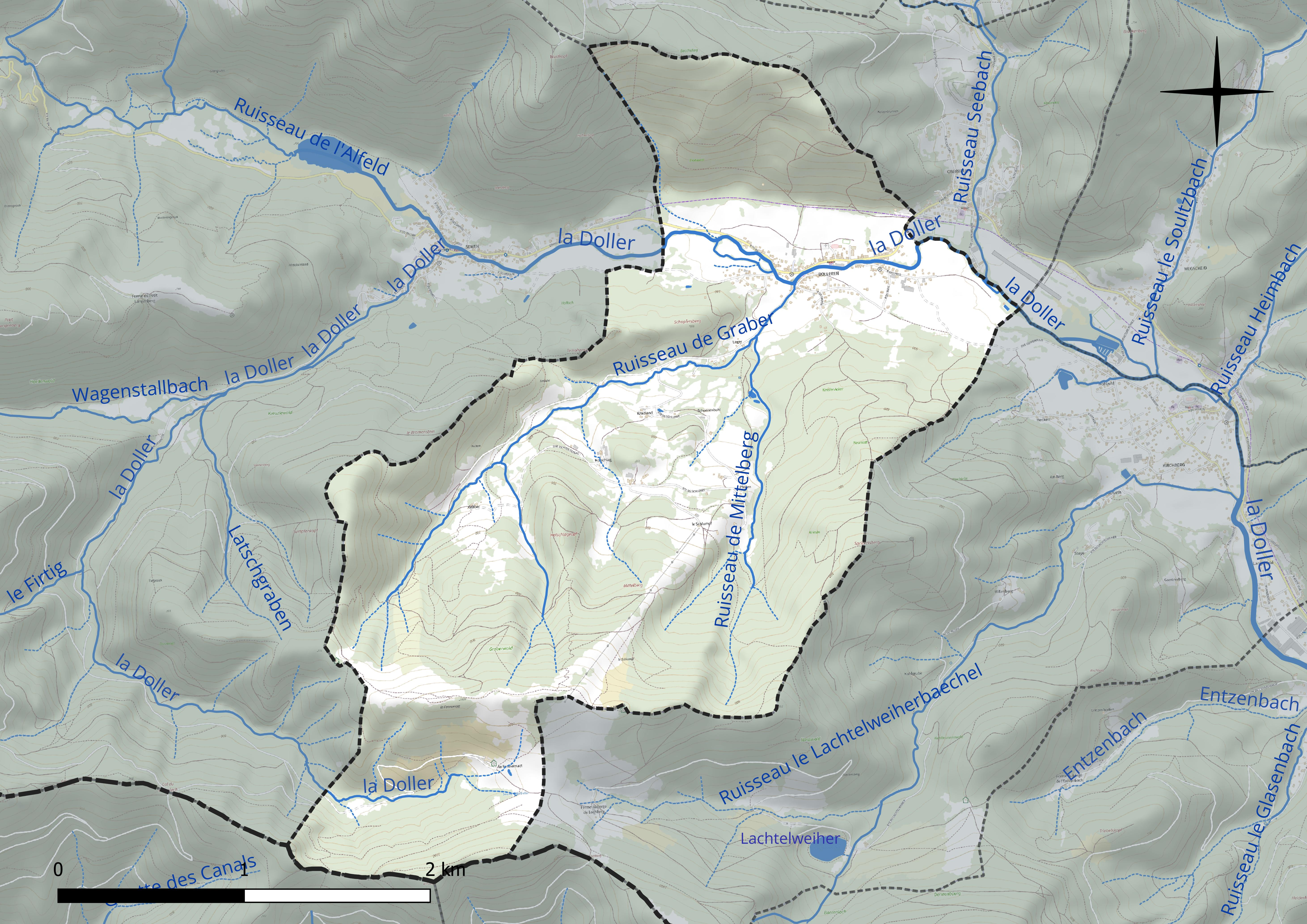
Réseau hydrographique de Dolleren.

#### Gestion et qualité des eaux
Le territoire communal est couvert par le schéma d'aménagement et de gestion des eaux (SAGE) « Doller ». Ce document de planification concerne le bassin versant de la Doller dont le territoire s’étend sur 280 km2. Il a été approuvé le 15 janvier 2020. La structure porteuse de l'élaboration et de la mise en œuvre est le syndicat mixte « Rivières de Haute-Alsace ». 
La qualité des cours d’eau peut être consultée sur un site dédié géré par les agences de l’eau et l’Agence française pour la biodiversité. 

### Climat
Pour des articles plus généraux, voir Climat du Grand Est et Climat du Haut-Rhin.
En 2010, le climat de la commune est de type climat de montagne, selon une étude du Centre national de la recherche scientifique s'appuyant sur une série de données couvrant la période 1971-2000. En 2020, Météo-France publie une typologie des climats de la France métropolitaine dans laquelle la commune est exposée à un climat semi-continental et est dans la région climatique  Vosges, caractérisée par une pluviométrie très élevée (1 500 à 2 000 mm/an) en toutes saisons et un hiver rude (moins de 1 °C). 
Pour la période 1971-2000, la température annuelle moyenne est de 9,3 °C, avec une amplitude thermique annuelle de 16,9 °C. Le cumul annuel moyen de précipitations est de 1 526 mm, avec 13,4 jours de précipitations en janvier et 10,6 jours en juillet. Pour la période 1991-2020, la température moyenne annuelle observée sur la station météorologique de Météo-France la plus proche, « Sewen - Lac Alfeld_sapc », sur la commune de Sewen à 2 km à vol d'oiseau, est de 10,0 °C et le cumul annuel moyen de précipitations est de 2 282,3 mm. 
La température maximale relevée sur cette station est de 37,2 °C, atteinte le 24 juillet 2019 ; la température minimale est de −21 °C, atteinte le 12 janvier 1987,,. 
Les paramètres climatiques de la commune ont été estimés pour le milieu du siècle (2041-2070) selon différents scénarios d'émission de gaz à effet de serre à partir des nouvelles projections climatiques de référence DRIAS-2020. Ils sont consultables sur un site dédié publié par Météo-France en novembre 2022.

## Urbanisme

### Typologie
Au 1er janvier 2024, Dolleren est catégorisée bourg rural, selon la nouvelle grille communale de densité à sept niveaux définie par l'Insee en 2022.
Elle appartient à l'unité urbaine de Kirchberg, une agglomération intra-départementale regroupant six  communes, dont elle est ville-centre,,. Par ailleurs la commune fait partie de l'aire d'attraction de Mulhouse, dont elle est une commune de la couronne,. Cette aire, qui regroupe 132 communes, est catégorisée dans les aires de 200 000 à moins de 700 000 habitants,.

### Occupation des sols
L'occupation des sols de la commune, telle qu'elle ressort de la base de données européenne d’occupation biophysique des sols Corine Land Cover (CLC), est marquée par l'importance des forêts et milieux semi-naturels (64,8 % en 2018), une proportion identique à celle de 1990 (64,8 %). La répartition détaillée en 2018 est la suivante : 
forêts (61,5 %), prairies (21,9 %), zones agricoles hétérogènes (10,7 %), milieux à végétation arbustive et/ou herbacée (3,3 %), zones urbanisées (2,6 %). L'évolution de l’occupation des sols de la commune et de ses infrastructures peut être observée sur les différentes représentations cartographiques du territoire : la carte de Cassini (XVIIIe siècle), la carte d'état-major (1820-1866) et les cartes ou photos aériennes de l'IGN pour la période actuelle (1950 à aujourd'hui).

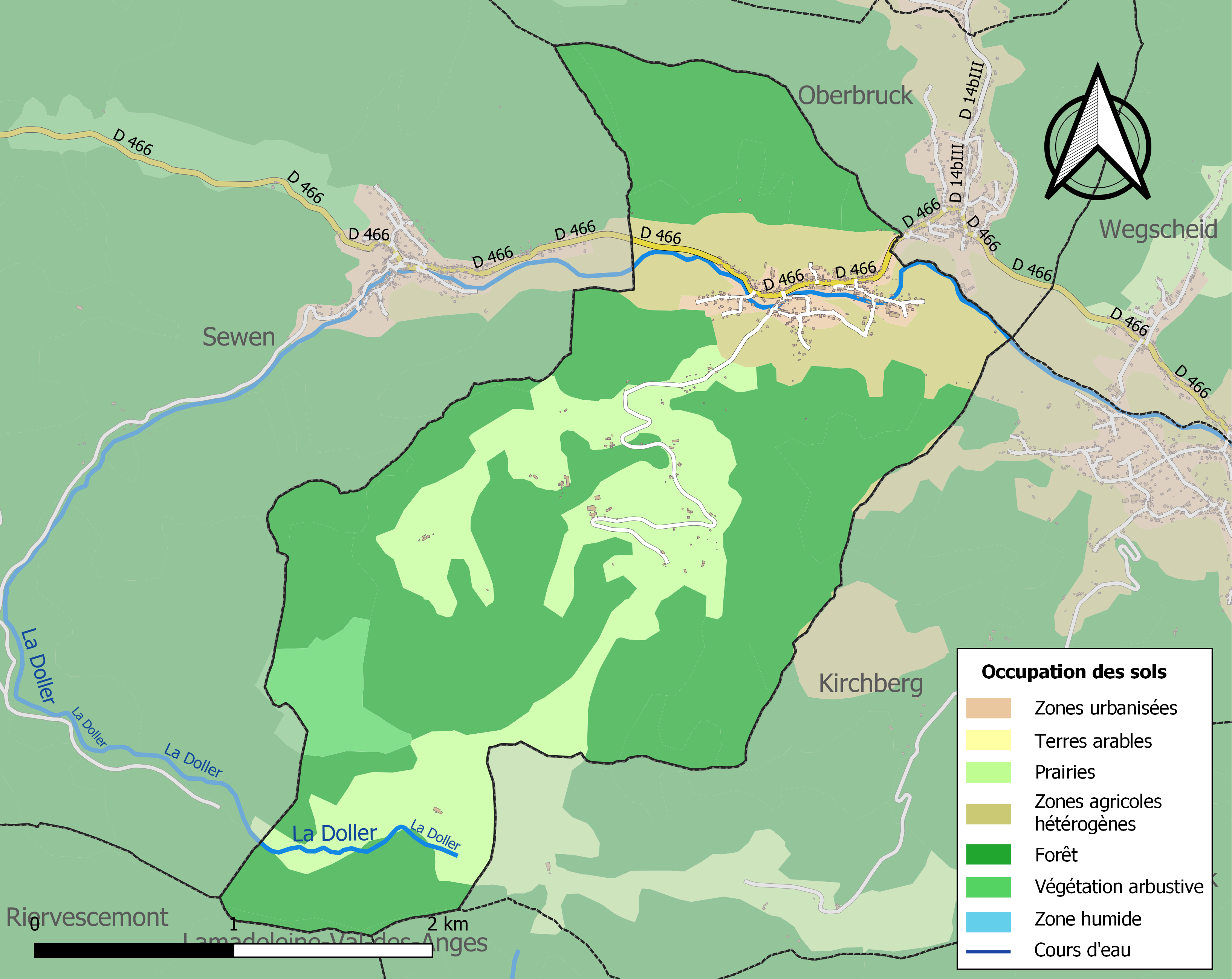
Carte des infrastructures et de l'occupation des sols de la commune en 2018 (CLC).

## Toponymie
- L'origine du nom vient du cours d'eau de la Doller. Le nom de Doller vient de la langue celtique et préceltique di ôller (l'eau qui coule)[22].
- Tholier (1567), Tolder (1576), Dolleren (1691).
- Tholler en alsacien.
- Dollere en alémanique.
- Dollern en allemand.

## Histoire
L'église paroissiale a été construite en 1878 à la suite d'une volonté de la population de Dolleren de ne plus faire partie de la paroisse de Sewen. Elle dépend aujourd'hui de la Communauté de paroisses Haute-Doller.

## Politique et administration

### Découpage territorial
La commune de Dolleren est membre de la communauté de communes de la Vallée de la Doller et du Soultzbach, un établissement public de coopération intercommunale (EPCI) à fiscalité propre créé le 17 décembre 2001 dont le siège est à Masevaux-Niederbruck. Ce dernier est par ailleurs membre d'autres groupements intercommunaux.
Sur le plan administratif, elle est rattachée à l'arrondissement de Thann-Guebwiller, à la circonscription administrative de l'État du Haut-Rhin, en tant que circonscription administrative de l'État, et à la région Grand Est. 
Sur le plan électoral, elle dépendait jusqu'en 2020 du  canton de Masevaux-Niederbruck pour l'élection des conseillers départementaux au sein du conseil départemental du Haut-Rhin. Depuis le 1er janvier 2021, elle dépend du même canton pour l'élection des conseillers d'Alsace au sein de la collectivité européenne d'Alsace.

### Budget et fiscalité 2014

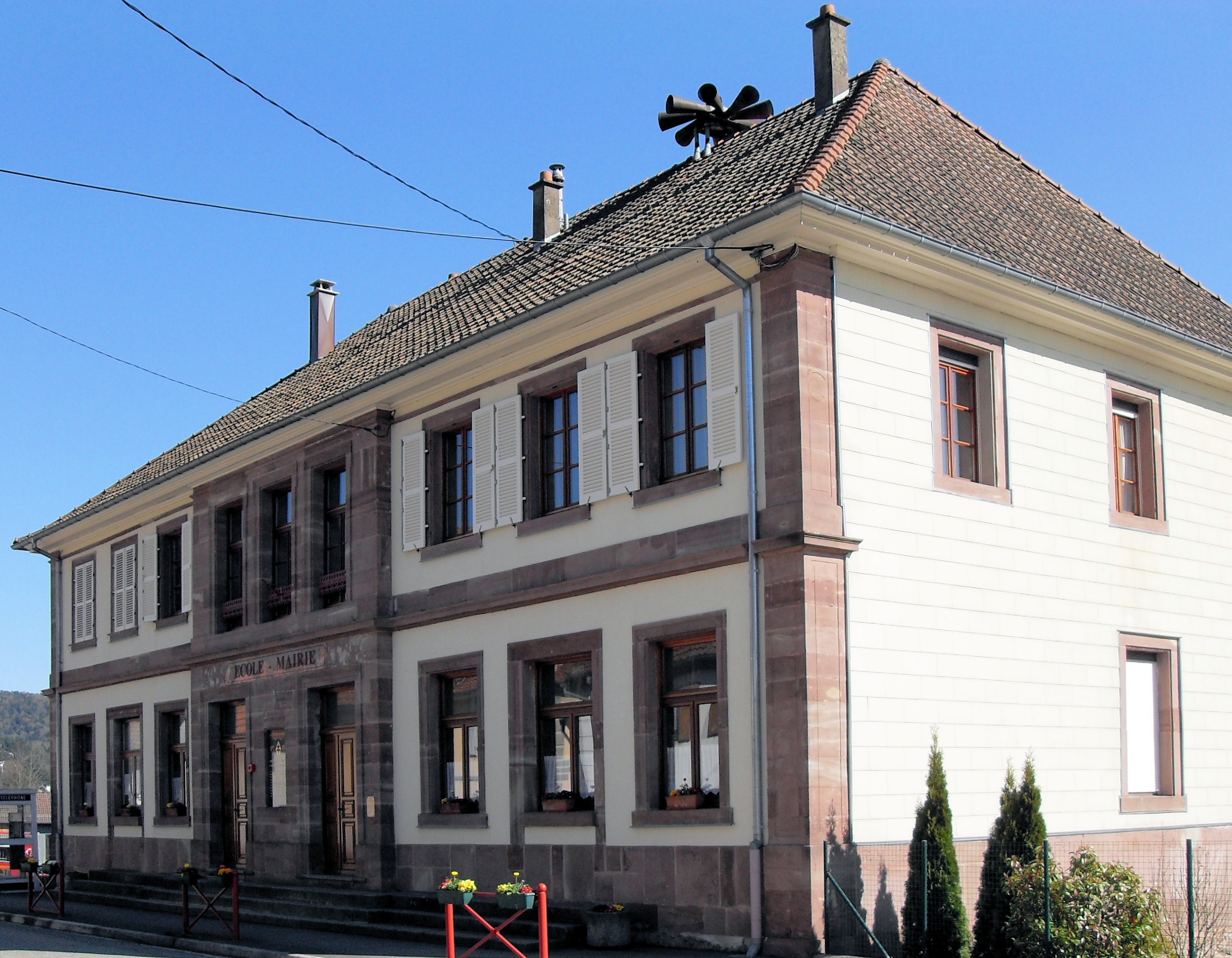
La mairie-école.

En 2014, le budget de la commune était constitué ainsi :
- total des produits de fonctionnement : 304 000 €, soit 649 € par habitant ;
- total des charges de fonctionnement : 483 000 €, soit 1 029 € par habitant ;
- total des ressources d'investissement : 21 000 €, soit 46 € par habitant ;
- total des emplois d'investissement : 33 000 €, soit 69 € par habitant ;
- endettement : 40 000 €, soit 85 € par habitant.

Avec les taux de fiscalité suivants :
- taxe d'habitation : 10,02 % ;
- taxe foncière sur les propriétés bâties : 7,21 % ;
- taxe foncière sur les propriétés non bâties : 63,96 % ;
- taxe additionnelle à la taxe foncière sur les propriétés non bâties : 50,50 % ;
- cotisation foncière des entreprises : 15,88 %.

### Liste des maires
| Période                                  | Période   | Identité               | Étiquette | Qualité                        |
| ---------------------------------------- | --------- | ---------------------- | --------- | ------------------------------ |
| 1929                                     | 1947      | Charles Ehret          |           |                                |
| 1947                                     | 1953      | Maurice Ehret          |           |                                |
| 1953                                     | 1959      | Paul Iltis             |           |                                |
| 1959                                     | 1966      | Armand Brellmann       |           |                                |
| 1966                                     | 1980      | André Studer           |           |                                |
| 1980                                     | 1983      | Georges Koenig         |           |                                |
| 1983                                     | mars 2014 | Claude Trommenschlager | SE        | Cadre SNCF                     |
| mars 2014                                | juin 2020 | Jean-Marie Ehret       | SE        | Professeur des écoles retraité |
| juin 2020                                | En cours  | Sébastien Reymann      | SE        | Technicien                     |
| Les données manquantes sont à compléter. |           |                        |           |                                |

## Population et société

### Démographie
L'évolution du nombre d'habitants est connue à travers les recensements de la population effectués dans la commune depuis 1793. Pour les communes de moins de 10 000 habitants, une enquête de recensement portant sur toute la population est réalisée tous les cinq ans, les populations de référence des années intermédiaires étant quant à elles estimées par interpolation ou extrapolation. Pour la commune, le premier recensement exhaustif entrant dans le cadre du nouveau dispositif a été réalisé en 2008.

En 2022, la commune comptait 460 habitants, en évolution de −2,13 % par rapport à 2016 (Haut-Rhin : +0,66 %, France hors Mayotte : +2,11 %).
| 1793 | 1800 | 1806 | 1821 | 1831 | 1836 | 1841 | 1846 | 1851 |
| ---- | ---- | ---- | ---- | ---- | ---- | ---- | ---- | ---- |
| 570  | 564  | 598  | 640  | 663  | 710  | 714  | 759  | 753  |

| 1856 | 1861 | 1866 | 1871 | 1875 | 1880 | 1885 | 1890 | 1895 |
| ---- | ---- | ---- | ---- | ---- | ---- | ---- | ---- | ---- |
| 708  | 757  | 690  | 649  | 661  | 651  | 662  | 593  | 591  |

| 1900 | 1905 | 1910 | 1921 | 1926 | 1931 | 1936 | 1946 | 1954 |
| ---- | ---- | ---- | ---- | ---- | ---- | ---- | ---- | ---- |
| 607  | 573  | 564  | 531  | 532  | 505  | 471  | 451  | 436  |

| 1962 | 1968 | 1975 | 1982 | 1990 | 1999 | 2006 | 2008 | 2013 |
| ---- | ---- | ---- | ---- | ---- | ---- | ---- | ---- | ---- |
| 448  | 390  | 378  | 345  | 343  | 397  | 420  | 426  | 460  |

| 2018 | 2022 | - | - | - | - | - | - | - |
| ---- | ---- | - | - | - | - | - | - | - |
| 480  | 460  | - | - | - | - | - | - | - |

## Culture locale et patrimoine

### Lieux et monuments
|  |  |

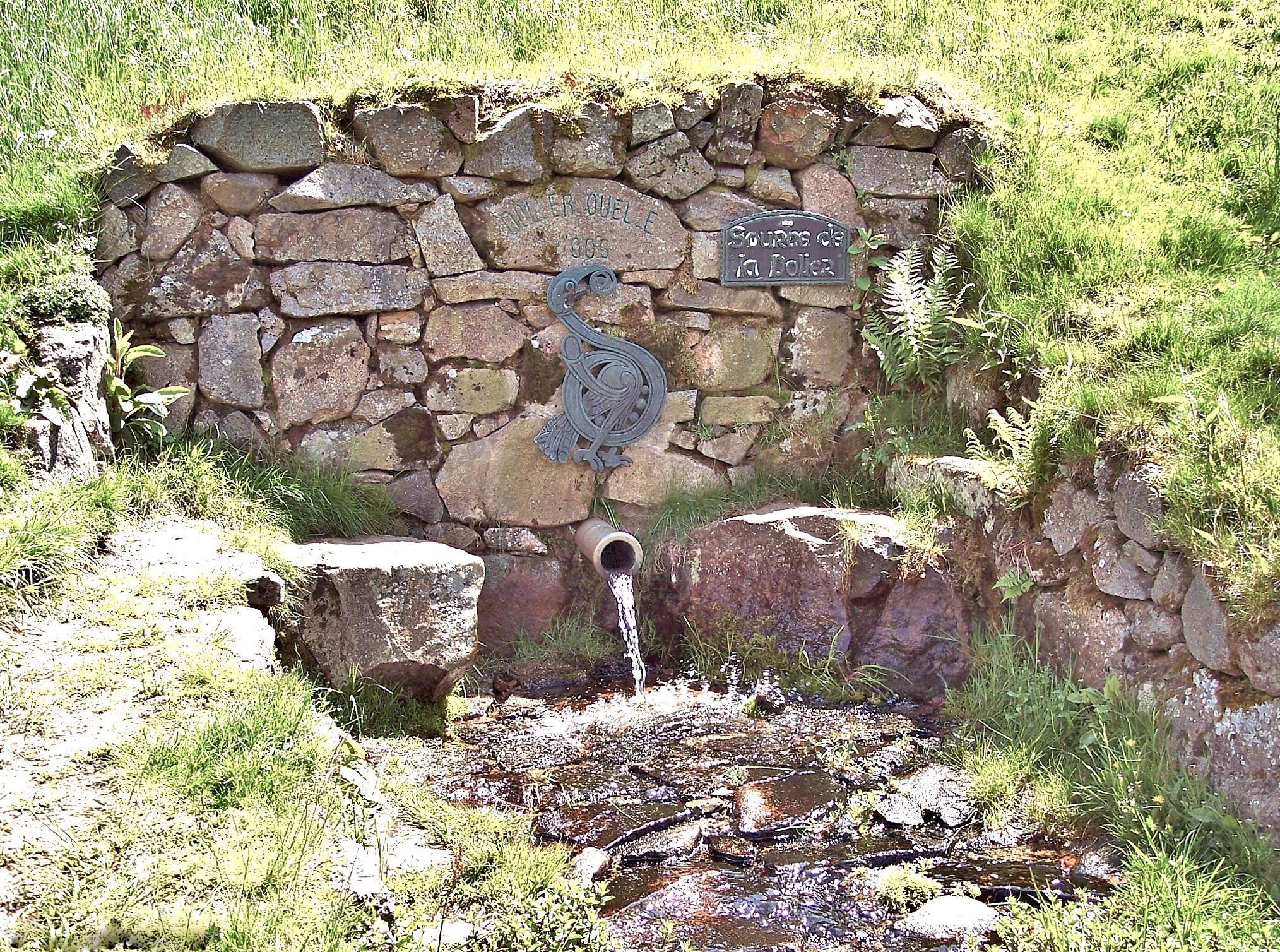
Source de la Doller

- Le calvaire de Dolleren.Source de la DollerL'église de l'Exaltation-de-la-Sainte-Croix (1877)[33],[34],[35] et son orgue réalisé en 1901 par le facteur d'orgues bâlois Jakob Zimmermann (1860-1929)[36].
- Monuments commémoratifs[37],[38].
- Calvaire[39].

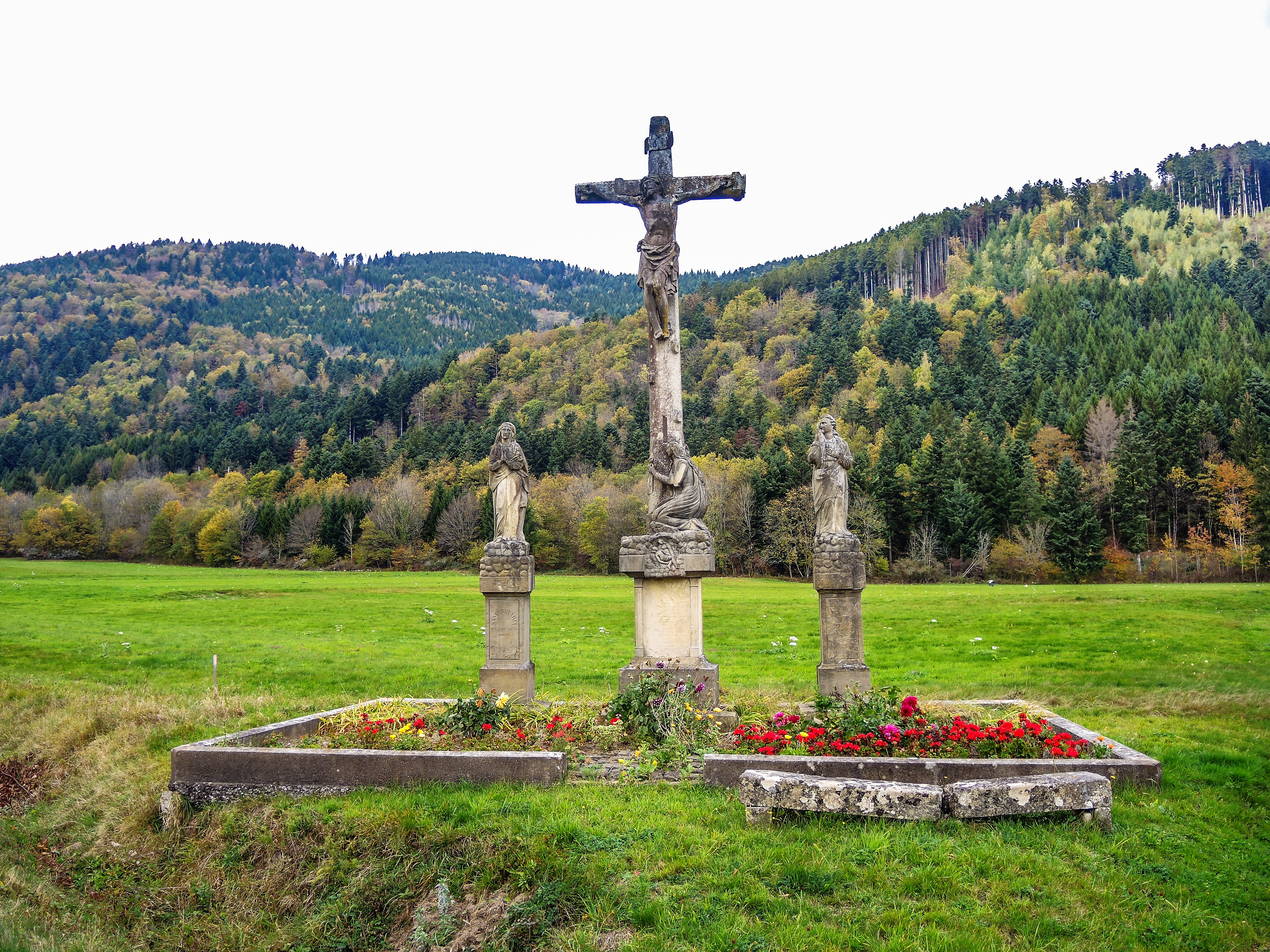
Le calvaire de Dolleren.

- La source de la Doller, au lieu-dit Fennematt.
- Les pistes de ski du Schlumpf[40].

### Héraldique
| Blason de Dolleren | Les armes de Dolleren se blasonnent ainsi : « D'azur à la croix haussée alésée d'or, à la fasce ondée abaissée d'argent brochant sur le tout. » |